# ПТЛ «Єрмак»
«Єрмак» (ПТС — перспективний транспортний літак) — проєкт російського надважкого транспортного літака, оголошений КБ Ільюшина у 2013 році (планований початок робіт — 2016, серійний випуск — до 2024 року). Призначений для заміни Ан-22 «Антей» та Ан-124 «Руслан» в ВПС Росії і, можливо, Boeing C-17 «Globemaster» за кордоном.

## Тактико-технічні характеристики
Передбачається, що технічні характеристики ПТЛ «Єрмак» будуть частково успадковуватися від Іл-106, найбільш близького з проєктів КБ Ільюшина.

## Розробка
«Єрмак» займе порожню поки в російському авіапромі нішу — надважких вантажних літаків, яку раніше займав Ан-124 «Руслан».
Перші кроки в програмі ПТС «Єрмак» у ВАТ «Іл» вже зроблені. У квітні 2014 року була розміщена документація про закупівлю «Визначення вигляду бортового радіоелектронного обладнання для сімейства перспективних транспортних літаків надважкого класу». Як пояснив Сергій Сергєєв, сьогодні потрібно «повна заміна парку по всіх класах транспортної авіації — легкому, середньому, важкого і важкого дальнього». На сайті компанії «Іл» уточнюється, що до роботи зі створення сімейства надважких літаків вантажопідйомністю 80 і більше конструктори планують приступити в 2016 році.
Для літака на основі двигуна ПД-14 буде розроблений новий потужніший двигун.

## Аналоги
- Україна: Ан-22, Ан-124
- Росія: Іл-106
- США: Boeing C-17 Globemaster III
- КНР: Xian Y-20